# Vice-roi de Norvège
Le vice-roi de Norvège (en norvégien : Visekonge og Noreg, en suédois : Norges vicekung) était selon la Constitution de la Norvège le chef du gouvernement norvégien pendant l'absence du roi sous le royaume de Suède et de Norvège.

## Caractéristiques
Le rôle était essentiellement le même que celui du gouverneur général de Norvège, qui a conduit à la confusion entre les deux. La grande différence, cependant, est que le titre de vice-roi ne pouvait être tenu que par le prince héritier.
Le titre de vice-roi fut aboli le 30 juin 1891.

### Liste des vice-rois de Norvège
- Le prince héritier Karl Johan du 9 au 17 novembre 1814
- Le prince héritier Karl Johan du 10 juin au 16 juillet 1816
- Le prince héritier Oscar du 11 avril au 1er novembre 1824
- Le prince héritier Oscar du 17 juin au 3 décembre 1833
- Le prince héritier Charles du 17 juin 1856 au 22 juin 1857
- Le prince héritier Gustave du 19 au 26 mars 1884